# Малајци
Малајци (малајс. Melayu, хол. Malayo) су аустронежански народ, сродан Индонежанима и Малгашима, који је у највећем броју насељен на Малајском полуострву, источној Суматри и приобалном Борнеу, као и мањим острвима која леже између ових локација – простори који су колективно познати и као малајски свет. По вероисповести су углавном сунитски муслимани, а говоре малајским језиком, који спада у аустронежанску породицу језика.

## Бројност
Малајаца има укупно око 23,5 милиона, а од тога 14.749.378 у Малезији, 5.365.399 у Индонезији, 1.964.384 на Тајланду, 261.902 у Брунеју и Сингапуру. Малајаца у дијаспори има између 300.000 и 400.000, а највише их је у Јужноафричкој Републици, Саудијској Арабији, Шри Ланци и Уједињеном Краљевству, где чине значајну муслиманску мањину и у САД.

## Порекло
Данашњи малајски народ је мешавина аустронежанских (нарочито говорника малајског језика) и аустроазијских племена која су основала некадашње краљевине и султанате на простору југоисточне Азије. Верује се да су Прамалајци населили Малајско острвље у неколико таласа између 2500 и 1500. п. н. е. Малајци потичу из јужне Кине (Тајван или Јунан) одакле потичу сви остали аустронежански народи, а постоје и докази о сеобама из Вијетнама и Камбоџе.
Малајци припадају монголоидној раси којој припадају многи народи насељени на простору југоисточне Азије.

## Језик
Малајски језик спада у аустронежанску језичку породицу. Као матерњи језик користи га 33 милиона људи широм Малајског острвља, а као језик комуникације према проценама око 220 милиона људи. Постоје различити дијалекти малајског језика, а претпоставља се да их има 20-30.